# طعم الشاي
طعم الشاي (باليابانية: 茶の味) هو فيلم درامي كوميدي ياباني من أخراج وسيناريو كاتسوهيتو إيشي. يوصف بأنه نسخة "سريالية" من فيلم فاني وألكسندر للمخرج إنغمار برغمان. يتناول الفيلم الحياة اليومية لعائلة تعيش في محافظة توتشيغي الريفية، شمال طوكيو. وهو ضمن مختارات مهرجان كان السينمائي.

## القصة
يتتبع الفيلم حياة عائلة هارونو التي تعيش في ريف محافظة توتشيغي، شمال طوكيو. يعمل نوبيو معالجًا بالتنويم المغناطيسي. يعلم ابنه هاجيمي لعبة غو. يصبح هاجيمي لاعبًا ممتازًا للعبة غو، لكنه يواجه وقتًا عصيبًا مع الفتيات والبلوغ. ترفض يوشيكو أن تكون ربة منزل عادية وتعمل في مشاريع أفلام الرسوم المتحركة في المنزل. تستعين بمساعدة جدها أكيرا، وهو رجل عجوز غريب الأطوار كان رسامًا متحركًا سابقًا وعارض أزياء في بعض الأحيان.
ترى ساشيكو البالغة من العمر ثماني سنوات بشكل دوري نسخة صامتة عملاقة من نفسها تحاكيها أو تراقبها بلطف. تفكر في طرق للتخلص منها. العم أيانو مهندس صوت ومنتج تسجيلات يأتي لزيارتها. ينخرط في تأمل داخلي، ويسعى إلى إغلاق علاقة قديمة، ويروي تجربة طفولية، وهي حكاية تؤثر على ساشيكو وترتبط بأحداث لاحقة.

## الممثلون
- توموكازو ميورا، بدور: نوبو هارونو (الأب)
- ساتومي تيزوكا، بدور: يوشيكو هارونو (الأم)
- مايا بانو، بدور: ساشيكو هارونو (الابنة)
- تاكاهيرو ساتو، بدور: هاجيمي هارونو (الابن)
- تادانوبو أسانو، بدور: أيانو هارونو (العم)
- تاتسويا جاشوين، بدور: أكيرا تودوروكي (الجد)
- توموكو ناكاجيما، بدور: أكيرا تيراكو، الصديقة السابقة لأيانو هارونو.
- آنا توشيا، بدور: أوي سوزويشي، زميلة هاجيمي الجديدة في الدراسة وحبيبته.
- إيكي تودوروكي، بدور: نفسه، فنان أنمي يسجل أغنية.
- كينيتشي ماتسوياما، بدور: ماتسوكين (الرجل ذو القميص الأحمر)
- هيدياكي أنو، بدور كاسوغابي، مخرج الأنمي يوشيكو الذي يعمل لصالحه.
- رينكو كيكوتشي، بدور: يوريكو كيكوتشي
- ريو كاسي، بدور: روكوتارو هاماداياما
- كينجي ميزوهاشي، بدور: ماكي هوشينو
- كايجي مورياما، بدور: موريو مورياما (راقص عند النهر)

## روابط خارجية
- طعم الشاي على موقع IMDb (الإنجليزية)
- طعم الشاي على موقع ميتاكريتيك (الإنجليزية)
- طعم الشاي على موقع روتن توميتوز (الإنجليزية)
- طعم الشاي على موقع نتفليكس (الإنجليزية)
- طعم الشاي على موقع ألو سيني (الفرنسية)
- طعم الشاي على موقع Turner Classic Movies (الإنجليزية)
- طعم الشاي على موقع أول موفي (الإنجليزية)
- طعم الشاي على موقع فيلمافينيتي (الإسبانية)
- طعم الشاي على موقع قاعدة بيانات الفيلم (الإنجليزية)
- طعم الشاي على موقع ليتربوكسد (الإنجليزية)